# Вест Силом Спрингс (Оклахома)
Вест Силом Спрингс (енгл. West Siloam Springs) град је у америчкој савезној држави Оклахома.

## Демографија
По попису из 2010. године број становника је 846, што је 31 (-3,5%) становника мање него 2000. године.
| Група             | 2000.       | 2010.       |
| Белци             | 654 (74,6%) | 562 (66,4%) |
| Афроамериканци    | 1 (0,1%)    | 4 (0,5%)    |
| Азијати           | 5 (0,6%)    | 9 (1,1%)    |
| Хиспаноамериканци | 40 (4,6%)   | 74 (8,7%)   |
| Укупно            | 877         | 846         |